# Patrick Schwarzenegger
Patrick Arnold Shriver Schwarzenegger (Los Angeles, 18 settembre 1993) è un attore, imprenditore e modello statunitense con cittadinanza austriaca.
È figlio di Arnold Schwarzenegger e Maria Shriver. Attraverso sua madre, Patrick è imparentato con la famiglia Kennedy, essendo il pronipote di John F. Kennedy, il 35º Presidente degli Stati Uniti, e dei senatori Bob e Ted Kennedy. Ha recitato da co-protagonista in film come Il sole a mezzanotte e Daniel Isn't Real. In campo televisivo, è noto per la sua interpretazione di Saxon Ratliff nella terza stagione della serie antologica The White Lotus.

## Biografia

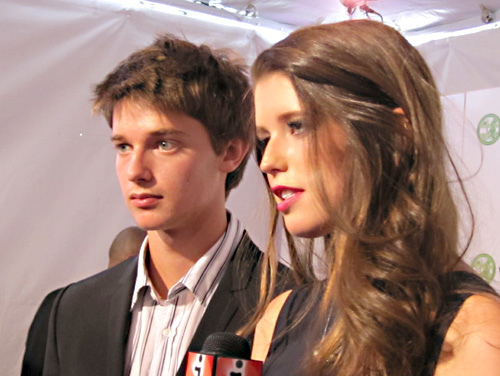
Patrick Schwarzenegger e sua sorella Katherine

Patrick Schwarzenegger è nato e cresciuto a Los Angeles, in California. È il figlio di Maria Shriver, giornalista e autrice della famiglia Kennedy, e Arnold Schwarzenegger, bodybuilder di origine austriaca, attore ed ex governatore repubblicano della California. Patrick ha due sorelle maggiori, Katherine e Christina, un fratello minore, Christopher, e un fratellastro paterno più giovane, Joseph. I suoi nonni materni erano l'attivista Eunice Kennedy Shriver, e il diplomatico e politico Sargent Shriver.
All'età di dieci anni, Patrick ebbe un piccolo ruolo nel film Gli scaldapanchina. Durante la sua infanzia, ha praticato recitazione con suo padre. All'età di 15 anni ha prodotto una linea di abbigliamento. Nel 2014 Patrick ha aperto in franchising "Blaze Pizza" al The Grove di Los Angeles. Da allora ha aperto altre sedi, presso la USC, la sua prima università, e dentro lo Staples Center. Mentre studiava alla Brentwood High School, ha preso lezioni private di recitazione con Nancy Banks. Nel 2012, si è iscritto alla University of Southern California, poi si è trasferito alla US Marshall School of Business, laureandosi nel maggio 2016.
Patrick ha anche firmato con LA Models, che aveva in programma di fargli fare da modello per Ralph Lauren e Armani. Ha dichiarato che spera di sensibilizzare la sua società di abbigliamento assumendo incarichi di modellistica di alto profilo. Patrick ha avuto ruoli secondari nel film Stuck in Love del 2012, Un weekend da bamboccioni 2 del 2013 e Manuale scout per l'apocalisse zombie. Il suo primo ruolo da protagonista è stato con Bella Thorne nel film Midnight Sun - Il sole a mezzanotte del 2018, un film dramma-romantico su un'adolescente con una rara condizione medica. Nel 2019 ottiene un secondo ruolo da co-protagonista nel film Daniel Isn't Real. Nel 2022 Schwarzenegger è nel cast della miniserie di HBO Max, The Staircase - Una morte sospetta, a fianco di Colin Firth e Toni Collette. Dal 2023 interpreta Luke Riordan / Golden Boy nella serie Gen V, spin-off di The Boys. Nel 2025 è nel cast della terza stagione di The White Lotus.

## Vita privata
Patrick ha avuto una relazione di sei mesi con la cantante Miley Cyrus dal 2014 al 2015. A partire dal 2016, Patrick ha una relazione con la modella dell'Alabama Abby Champion.

## Filmografia

### Cinema
- Gli scaldapanchina (The Benchwarmers), regia di Dennis Dugan (2006)
- Stuck in Love, regia di Josh Boone (2012)
- Un weekend da bamboccioni 2 (Grown Ups 2), regia di Dennis Dugan (2013)
- Manuale scout per l'apocalisse zombie (Scouts Guide to the Zombie Apocalypse), regia di Christopher Landon (2015)
- Dear Eleanor, regia di Kevin Connolly (2016)
- Go North, regia di Matthew Ogens (2017)
- Il sole a mezzanotte - Midnight Sun (Midnight Sun), regia di Scott Speer (2018)
- Daniel Isn't Real, regia di Adam Egypt Mortimer (2019)
- Echo Boomers, regia di Seth Savoy (2020)
- Girl Power - La rivoluzione comincia a scuola (Moxie), regia di Amy Poehler (2021)

### Televisione
- Scream Queens – serie TV, episodio 1x10 (2015)
- The Long Road Home, regia di Phil Abraham e Mikael Salomon – miniserie TV (2017)
- The Staircase - Una morte sospetta (The Staircase), regia di Antonio Campos e Leigh Janiak – miniserie TV (2022)
- The Terminal List – serie TV, 3 episodi (2022)
- Gen V – serie TV (2023)
- Secret Level – serie TV, episodio 1x08 (2024) - voce
- The White Lotus – serie TV, 8 episodi (2025)

### Videoclip
- Right There di Ariana Grande feat. Big Sean (2013)

## Doppiatori italiani
Nelle versioni in italiano delle opere in cui ha recitato, Patrick Schwarzenegger è stato doppiato da:
- Manuel Meli in Il sole a mezzanotte - Midnight Sun, Dear Eleanor, Girl Power - La rivoluzione comincia a scuola, The Staircase - Una morte sospetta, Gen V, The White Lotus
- Alessio Puccio in Scream Queens
- Raffaele Carpentieri in The Terminal List

Da doppiatore è sostituito da:
- Manuel Meli in Secret Level